# Vera Baboun
Vera George Mousa Baboun (en arabe : فيرا جورج موسى بابون), née le 6 octobre 1964, est une femme politique palestinienne. Élue maire de Bethléem, en 2012, elle est la première femme à avoir occupé ce poste.

## Biographie
Vera Baboun est titulaire d'un master en littérature afro-américaine. Avant son élection en tant que maire, elle était directrice du lycée catholique romain de Beit Sahour et chargée de cours en littérature anglaise à université de Bethléem,, où elle était aussi doyenne des affaires académiques. Elle  est également la présidente du conseil d'administration du centre d'orientation et de formation pour la famille et les enfants, ainsi que chercheuse en études de genre observant le rôle des technologies de l'information sur l'émancipation des femmes dans le monde arabe,,. Lors de son élection, elle était doctorante en littérature féminine arabo-américaine,. Elle est arabe chrétienne,

## Élection à la mairie de Bethléem, 2012
Vera Baboun appartient au bloc Indépendance et Développement, constitué de 12 personnes de confession musulmane et chrétienne appartenant au mouvement du Fatah faisant campagne pour améliorer les services et promouvoir le potentiel touristique de Bethléem. Son bloc était généralement décrit comme constitué de professionnels et de technocrates par Al-Ghad. Peu de gens s'attendait à ce que Vera Baboun gagne les élections. Elle a affronté des candidats masculins notoires aussi bien supportés par des mouvements islamistes que par des organisations de gauche. Le 12 octobre 2012, un sondage du centre de recherche AWRAD donne le Fatah vainqueur avec 49 % d'intentions de vote. Son bloc remporte les élections le 20 octobre 2012 et Vera Baboun est officiellement choisie comme maire lors d'une session à huis clos du conseil municipal de Bethléem par neuf membres du conseil appartenant à son bloc qui ont été élus démocratiquement. Ses adversaires ont obtenu six sièges au conseil

## Maire de Bethléem de 2012 à 2017
En tant que maire, Vera Baboun a présidé la ville de Cisjordanie qui présentait le plus haut taux de chômage. Bethléem a eu un changement démographique important en raison de l'émigration importante de la population chrétienne. Elle dénonçait la présence de la barrière de séparation israélienne comme un obstacle à la croissance en restreignant les mouvements des citoyens, des idées et des biens,. Elle déclare à propos de Bethléem :  « Nous sommes une ville étranglée, sans aucune place pour s'accroître en raison de la présence des colonies et du mur. » Elle espérait arrêter le flux d'émigration en créant des opportunités d'emplois pour la jeunesse. Elle espérait aussi un regain de l'aide internationale alors que le Hamas est en position de force,.
Vera Baboun est mère de cinq enfants.

## Œuvre
- (avec Philippe Demeret), Pour l'amour de Bethléem : ma ville emmurée écrit, Éditions Bayard, 2016

grand prix littéraire de l’Œuvre d'Orient, en 2017